# Monte Cugnana
Il  monte Cugnana è un massiccio granitico della Gallura nord-orientale, che raggiunge la quota di 650 metri e domina il golfo omonimo. Dalla sua cima è possibile ammirare gran parte della Gallura, l'arcipelago di La Maddalena fino alla Corsica, alle sue pendici sorge il centro di San Pantaleo, appartenente al comune di Olbia.
Il versante orientale della montagna presenta una distesa di macchia impenetrabile formata prevalentemente da cisto e ginestra mentre il versante opposto ospita boschi di querce e ulivi.